# Carme Porta i Abad
Carme Porta i Abad (l'Hospitalet de Llobregat, 26 d'agost del 1964) és una tècnica en imatge fílmica, i política catalana, primera diputada d'ERC al parlament de Catalunya. Filla d'emigrants aragonesos, es crià al barri de Pubilla Cases i a Esplugues de Llobregat. Ha treballat en emissores de ràdio i de televisió i ha participat en projectes audiovisuals i cinematogràfics.
Militant de l'independentisme des de ben jove, va començar en el si dels Consells Populars de Cultura Catalana i dels Comitès de Solidaritat amb els Patriotes Catalans. Més tard va militar a IPC i a l'MDT i a l'Assemblea d'Unitat Popular des de la seva fundació i fins que va entrar el 1995 a ERC, partit amb el qual fou escollida diputada a les eleccions al Parlament de Catalunya de 1999 i 2003. Va ser regidora de l'Ajuntament d'Esplugues de Llobregat del maig del 2003 al setembre del 2004. Del 2006 al 2011 va ser secretària de Polítiques Familiars i Drets de la Ciutadania del Departament d'Acció Social i Ciutadania de la Generalitat de Catalunya, des d'on va impulsar el reconeixement de les famílies monoparentals, el Pla Estratègic d'Usos i Gestió del temps, el Pla Interdepartamental LGTB i l'impuls de la Xarxa de Serveis contra la violència masclista.
Va formar part de l'Agrupament Escolta Sant Jordi, de Minyons Escoltes i Guies de Catalunya. És membre de Xarxa Feminista, de l'associació Ca la Dona i del Grup de Lesbianes Feministes. És vocal del Patronat de la Fundació Maria Aurèlia Capmany, lligada a la UGT, de la qual ha estat responsable de comunicació.